# Potres u Tangshanu 1976.
Potres u Tangshanu dogodio se 28. srpnja 1976. u Narodnoj Republici Kini i smatra se najgorim potresom 20. stoljeća po broju žrtava. Epicentar potresa bio je u blizini grada Tangshan u pokrajini Hebei, koja je tada imala oko milijun stanovnika. Ovo nije najgori potres u kineskoj povijesti, to je bio potres u Shaanxiju 1556. godine.
Izvorne informacije kineske vlade navodile su broj žrtava od 655.000, ali kasnije informacije su ukazivale na 240.000 do 255.000 poginulih, sa 164.000 ozlijeđenih. Potres je utjecao i na unutarnju političku situaciju i Komunističku partiju Kine, gdje je izabrani Maov nasljednik Hua Guofeng na vlast došao na račun takozvane Bande četvorice.
Potres je počeo u 3:42 po lokalnom vremenu (tj. 27. srpnja u 19:42 po vremenu u Hrvatskoj) i trajao je 23 sekunde. Prema službenim podacima dosegao je vrijednost od 7,6 po Richteru, no u drugim izvorima mogu se pronaći i brojke do 8,2. Oko šesnaest sati kasnije uslijedio je naknadni potres magnitude 7,1.
Velik broj žrtava najvećim je dijelom posljedica doba noći, slabe čvrstoće zgrada u tom području i minimalnog upozorenja, jer nije bilo naknadnih potresa prije glavnog potresa.
Iako je Državni seizmološki ured zabilježio neobične podatke iz Pekinga, Tianjina, Tangshana, Pohaija i Zhangjiajiea manje od mjesec dana ranije i zaključio je da bi regija Tangshan mogla doživjeti potres između 22. srpnja i 5. kolovoza, međutim, ljudi su spavali u vrijeme potresa i nisu bili spremni za potres. Osim toga, područje Tangshana nije se smatralo posebno rizičnim, a ovdašnje zgrade, izgrađene na nestabilnom aluvijalnom tlu, nisu građene imajući na umu otpornost na potrese, pa su mnoge zgrade uništene u potresu.
Seizmički valovi oštetili su i udaljene gradove poput Qinhuangdaoa i Tianjina, nekoliko je zgrada oštećeno i u 140 kilometara udaljenom Pekingu, a lagana podrhtavanja osjetila su se i u 760 kilometara udaljenom Xi'anu. Ekonomska šteta procijenjena je na 10 milijardi juana.